# Mittelalemannisch
Mittelalemannisch ist ein sprachwissenschaftlicher Fachausdruck, der gewöhnlich eine bestimmte Gruppe alemannischer Dialekte bezeichnet, selten aber auch für eine zeitliche Eingrenzung im Rahmen der Entwicklung der alemannischen Dialekte in ihrer Gesamtheit steht.

## Mittelalemannisch im sprachgeographischen Sinn
Im sprachgeographischen (areallinguistischen) Sinne wird der Begriff mittelalemannisch für diejenigen alemannischen Dialekte verwendet, die zwischen dem hochalemannischen Dialektraum (insbesondere Schweizer Mittelland) und dem schwäbischen Dialektraum stehen. Es handelt sich dabei um ein Dialektkontinuum, das nicht immer eindeutig dem Süd- oder dem Nordalemannischen zugeordnet werden kann. Unter Einschluss der Interferenzräume umfasst es nach Peter Wiesinger die Nordostschweiz, das Churer Rheintal, Liechtenstein, Vorarlberg, den südbadischen Hegau, das oberste Donau- und südöstliche Schwarzwaldgebiet, den nördlichen Bodenseeraum und das obere Allgäu. Dabei stellen sich Nordostschweiz, südlicher Hegau, Südliechtenstein und Südvorarlberg stärker zum Süd- bzw. Hochalemannischen, die übrigen Gebiete stärker zum Nordalemannischen bzw. Schwäbischen.
Der Kern des Mittelalemannischen, das heißt das außerhalb des hochalemannisch-mittelalemannischen Interferenzgebiets gelegene Sprachgebiet nördlich und (süd)östlich des Bodensees, wird auch Bodenseealemannisch genannt.

## Mittelalemannisch im chronologischen Sinn
Im chronologischen (zeitlichen) Sinne werden nach einem Vorschlag von Stefan Sonderegger die ungefähr im 11. bis 14. Jahrhundert gesprochenen alemannischen Dialekte mit mittelalemannisch bezeichnet. In dieser Bedeutung ist der Ausdruck dem Begriff mittelhochdeutsch nachgebildet und bezieht sich auf die damals im alemannischen Raum herrschende Volkssprache. Der vorgeschlagene Zeitrahmen orientiert sich allerdings nicht an sprachlichen Kriterien, da die eidgenössische Schreibsprache noch bis ins 16. Jahrhundert spätmittelhochdeutsch geprägt war. So sagte Sonderegger selbst, die für das Deutsche übliche Periodisierung des Mittelhochdeutschen bis 1350 und des Frühneuhochdeutschen ab 1350 sie für die Schweiz „weder sprach- noch kulturgeschichtlich eindeutig vollziehbar, da die deutschschweizerischen Schreibsprachen bei ihrem Konservatismus einen sehr langsamen Entwicklungsprozeß vom Mittelhochdeutschen zum Frühneuhochdeutschen aufweisen, der erst seit dem zweiten Viertel des sechsten Jahrhunderts beschleunigt wird“. Sein Vorschlag ist daher rein außersprachlich motiviert.